# Ruohojärvet (sjöar i Mellersta Österbotten)
Ruohojärvet består av de båda småsjöarna Heinäjärvi och Syväjärvi i Karleby kommun i Mellersta Österbotten.